# ROOTねこねこ
『ROOTねこねこ』（ルートねこねこ）は、小野敏洋の漫画作品。

## 作品概要
メディアワークスの漫画雑誌『電撃帝王』VOL.1（2004年）からVOL.6（2005年）にて連載された。2006年単行本が発行された。
魔力元素が減少したため、かつて栄えた魔法文明が時代遅れとなり、科学に取って代わられた現代日本が作品の舞台。この世界ではネコが人語を解し、妖怪や幻獣が数を減らしつつも存在している。旅するネコ・サダノブが日本の各地で出会う魔法や妖怪を巡る出来事を - 2話で描く。
同じ作者の『ネコの王』と世界・時間・一部の登場人物を共有している。

## 登場人物

### 主人公
サダノブ（定信）
主人公。各地を転々と渡り歩く流れネコ。各地に生きる人々やネコたち、妖怪たちの生き方をトラブルに巻き込まれつつ垣間見ながら、旅を続けている。
子どもの頃から好奇心旺盛で、いつも母猫に心配をかけてきた冒険野郎。地元の魔力火山の河口で危機に陥ったところを流れネコのセロに助けられ、彼をアニキと慕ってその生き様に共感して流れネコとなった。一人称は「おいら」。

### 主人公と深い関わりを持つキャラ
ほのは
第5話から登場。サダノブに助けられた妖精の少女。羽音で人間の精神を惑わす能力を持ち、そのためにカナガキ一家に狙われることになった。
実はこの精神幻惑能力はネコによる世界征服を企む原理主義団体が妖精種の交配によって創り上げた兵器であるが故の能力であり、ほのははその能力を持つ妖精種の末裔。ほのは単体ならば実害は少ないが、特別な法機（魔法機械）による増幅を得ると世界規模で全人類の精神を破壊する厄介なものと化す。
カナガキ一家の一件が終わった後、サダノブと共に各地を回ることになる。実質、サダノブのパートナーとなる少女。裏表紙にサダノブと共に描かれており、内表紙ではピンで描かれている。
ゆずの
第5話から登場。サダノブの旧知の女性で漫画家。サダノブはゆずののいる街に来た時、大抵彼女の厄介になっている。
サダノブに幾度となく自分の下に腰を落ち着けるように勧めるが、まだまだ流れネコとしていろんな物を見たいサダノブがそれを受け入れる事はしばらくはない。
結果としてほのはの一件に巻き込まれることになる。
カナガキ一家
この世界きっての小悪党。オヤブンであるカナガキ率いる野良ネコたち。
詳細は『ネコの王』のカナガキ一家の項目を参照の事。
セロ
第4話におけるサダノブの回想場面にて登場。サダノブの兄貴分で流れネコとしての師。幼き日のサダノブに流れネコの生き様と生き方を教えた。
『ネコの王』の主人公の一人。カナガキとは幼馴染であり、現在では対立する間柄。

### ゲストキャラ
澄江（すみえ）
第1話に登場。魔法使いの家系の末裔の女子中学生。
祖母から譲り受けた転換理力発生装置を用いて魔法を使う。ただし腕は未熟で高等術式になるとあらぬ効果を生み出して時に大規模な被害をもたらす。
魔法科のある高校に進学したいが、魔法を棄てて一般人として暮らしている親からは猛反対され、ストレスとなっている。
ナキ
第2話に登場。とある田舎町に生息している妖怪・ガシャタラの長の娘。
一族の習いに従い勇気を示すため人間の街に買い物に出てきた。その途中でサダノブに出会う。妙に尊大な態度をとり、人の名前をよく間違える。また、人間に対して微妙な偏見を持っていたが、人間の少年・南紀に出会い、彼の純粋な心に惹かれる。
コミックスの表紙にサダノブと共に描かれているのはこの娘。
南紀（みなのり）
第2話に登場。町に住む人間の少年。町に伝わるガシャタラの伝説が大好きで、その事になると純粋な情熱を発露する。
少女（本名不詳）
第3話に登場。人間の生活に疲れてネコになりたがるが、現実の弱肉強食を目の当たりにして断念する。
スズ
第4話に登場。飼い主の亡き後、その住居であった屋敷に住むマダムネコ。飼い主の面影を想い続けすぎたために、自らの命と引き換えに飼い主の姿を復活させる邪法に頼って心の平穏を得ていた。
涼香（りょうか）
第4話に登場。スズの飼い主に仕えていたメイドで、彼女亡き後もその遺言によりスズの面倒を見続けている。邪法に頼るスズの事を誰より心配しているが、それによって得たスズの心の平穏を壊すことにもためらいを感じ、板挟みになっている。

## 『ネコの王』とのリンク
当作は前述の通り、同作者の別作品『ネコの王』と世界観を同じくし、同一の時間軸上にある作品として執筆されている。そのため、作内には様々なハイパーリンクが用意されている。そのため当項目では以下にその内容を記す。
- 第1話は『ネコの王』第5巻収録・31話「人とネコ」の直前にあたるストーリーとされている（著者あとがきより）。
- 第3話でサダノブのセリフの中に『ネコの王』主人公である伍岳修が名前は明かされず「スゴい魔法使い」として存在だけ語られる。また、修に連絡を取るための電話の中で修の姉である伍岳苑子が名前だけ登場する。
- 第3話で修のことを思い出すサダノブの頭の中に浮かぶアイテムとして猫冠が登場する。
- 第4話には『ネコの王』主人公の一人であるセロが、第5～6話にはセロのライバルであるカナガキたちが登場している。
- 第4話のスズとサダノブの話に出てきた「深海に潜った夢を見た男の子」は修のこと。サダノブが登場する『ネコの王』第13話「大いなる深淵の主」での出来事の話。
- 第4話でスズに邪法を与えた「無免許の魔法士」は修の宿敵である「死の王」宇田川芳邦の事。宇田川についてはネコの王の該当項目を参照。
- 単行本巻末における書き下ろしエピローグ部分の最後から2ページ目、2コマ目に修、セロと修の幼馴染である高麗古麻子および猫女神さまの姿がある。このためサダノブだけでなくほのはも『ネコの王』の主人公たちと面識を得ていることが解る。

## 書誌情報
- 小野敏洋『ROOTねこねこ』メディアワークス〈電撃コミックス〉ISBN 4-8402-3365-9